# Touch (Sarah McLachlan-album)
 Denne artikel omhandler et album af Sarah McLachlan. For andre betydninger af Touch, se Touch.
Touch fra 1988 er den canadiske sangerinde og sangskriver Sarah McLachlans debutalbum. Det blev oprindeligt udgivet i 1988 af det canadiske pladeselskab Nettwerk, men da McLachlan skrev kontrakt med Arista Records blev albummet genudgivet i 1989

## Indhold

### 1988
1. "Out of the Shadows"  – 4:57 (McLachlan)
2. "Steaming"  – 4:45 (McLachlan/Darren Phillips)
3. "Strange World"  – 4:05 (McLachlan)
4. "Touch"  – 3:11 (McLachlan)
5. "Vox"  – 4:50 (McLachlan)
6. "Sad Clown"  – 4:28 (McLachlan)
7. "Uphill Battle"  – 4:37 (McLachlan/Phillips)
8. "Ben's Song"  – 4:55 (McLachlan)
9. "Vox (Extended Remix)" – 6:59 (McLachlan) 1
10. "Ben's Song (78 Version)" – 5:07 (McLachlan) 1

1 Ikke alle versioner af den originale 1988-udgave indeholdt disse to numre.

### 1989 genudgivelse
1. "Out of the Shadows"  – 4:57
2. "Vox"  – 4:48
3. "Strange World"  – 4:05
4. "Trust"  – 4:45
5. "Touch"  – 3:11
6. "Steaming"  – 4:46
7. "Sad Clown"  – 4:28
8. "Uphill Battle"  – 4:37
9. "Ben's Song"  – 4:55
10. "Vox (Extended Version)"  – 6:49